# Portland (Jamaica)
Portland, com sua capital Port Antonio , é uma paróquia localizada na costa nordeste da Jamaica . Está situada ao norte de St Thomas e a leste de St Mary no Condado de Surrey. É uma das áreas rurais da Jamaica, contendo parte das Blue Mountains, onde as comunidades jamaicanas Maroons jamaicanos de Moore Town e Charles Town estão localizadas.

## Geografia e demografia
A paróquia está situada na latitude 18°10' N e longitude 75°27'W. Ela se estende dos picos mais altos das Blue Mountains, 2.256 metros (7.402 pés) acima do nível do mar, até a costa norte, e é conhecida por seu solo fértil, cenário e praias. 